# Bathylagus
Bathylagus is een geslacht van straalvinnige vissen uit de familie van kleinbekken (Bathylagidae). Het geslacht is voor het eerst wetenschappelijk beschreven in 1878 door Guenther.

## Soorten
- Bathylagus andriashevi Kobyliansky, 1986
- Bathylagus antarcticus Günther, 1878
- Bathylagus euryops Goode & Bean, 1896
- Bathylagus gracilis Lönnberg, 1905
- Bathylagus niger Kobylyanskii 2006[2]
- Bathylagus pacificus Gilbert, 1890
- Bathylagus tenuis Kobyliansky, 1986